# Brasse (Segeln)

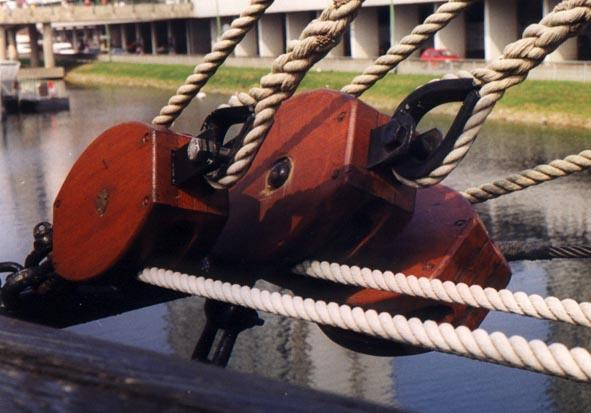
Brassbaum der Seute Deern, Bremerhaven

Eine Brasse (Mehrzahl: Brassen) bezeichnet ein Tau, welches zum laufenden Gut eines Rahseglers gehört.
Die Brassen sind jeweils Backbord und Steuerbord an der Rahnock der jeweiligen Rah angeschlagen und dienen dazu, die Rah horizontal um den Mast zu schwenken, damit das an der Rah angeschlagene Segel entsprechend dem scheinbaren Wind gestellt werden kann, um den maximalen Vortrieb zu erzeugen. Diesen Vorgang nennt man dementsprechend Brassen; geschieht der Vorgang, um höher am Wind zu fahren, wird er als Anbrassen bezeichnet.
Brasse leitet sich vom französischen Wort für Arm ab.